# Käseskandal in Italien
Der Käseskandal war ein Mitte 2008 bekannt gewordener Lebensmittelskandal in Italien.
Dabei soll es sich laut der italienischen Tageszeitung La Repubblica um 11.000 Tonnen verdorbenen und verunreinigten Käses gehandelt haben, der zu menschlichem Genuss untauglich war und dennoch in einem Zeitraum von zwei Jahren als Frischkäse in der Produktion von Schmelzkäse und anderen Käseprodukten weiterverwendet wurde. Nach dem „‚Recycling durch einen sizilianischen Unternehmer“ sollen die weiterverarbeiteten Produkte seit 2006 in verschiedenen europäischen Ländern in den Handel gelangt sein. Eine an dem Delikt beteiligte Käserei im norditalienischen Cremona wurde bereits seit März 2006 von italienischen Behörden untersucht, der Vorgang wurde aber nicht an Behörden anderer Länder weitergemeldet. Der Betrieb wurde im Juni 2007 geschlossen. Drei Personen wurden festgenommen, 413 Käseformen und 1.100 Milchkühe im Wert von zusammen etwa 3 Millionen Euro wurden von der Polizei in Cremona beschlagnahmt.
Der illegale Handel mit teilweise verdorbenen Lebensmitteln bildet einen Teil der in Italien unter dem Oberbegriff Ecomafia bekannten illegalen Geschäfte des organisierten Verbrechens. Unter den Begriff Ecomafia fallen insbesondere das illegale Geschäft mit Müllabfuhr, Müllhandel und Mülllagerung, der illegale Handel mit Lebensmitteln, die illegale Bautätigkeit, der illegale Handel mit Tieren sowie der illegale Handel mit archäologischen Fundstücken. In ihrem Bericht Ecomafia 2008 beziffert Legambiente den damit im Jahr 2007 in Italien erzielten Umsatz mit über 18 Milliarden Euro. Die so genannte Ecomafia stellt einen für das organisierte Verbrechen immer wichtigeren Wirtschaftszweig dar und spielt unter anderem in der Müllkrise in der Region Kampanien eine entscheidende Rolle.